# Ulica Henryka Pachońskiego w Krakowie
Ulica Henryka Pachońskiego – ulica w Krakowie, w dzielnicy IV Prądnik Biały, na Prądniku Białym. Ulicą biegnie torowisko tramwajowe.

## Przebieg
Ulica zaczyna swój bieg na skrzyżowaniu z ulicą Władysława Łokietka i ul. Pękowicką. Następnie krzyżuje się z ulicą Kazimierza Wyki, a następnie z ulicą Adama Vetulaniego. Omawiana droga kończy swój bieg na skrzyżowaniu z ulicą Siewną i ul. Józefa Mackiewicza, gdzie ta pierwsza staje się przedłużeniem ulicy Pachońskiego. Ma około 1,5 km długości.

## Historia
Ulica została wytyczona w latach 70. XX wieku i biegła wówczas od skrzyżowania z ulicą Pękowicką do ulicy Zielińskiej. Na przełomie XX i XXI wieku została rozbudowana i podzielono ją na dwa odcinki. Pierwszy, biegnący od ulicy Pękowickiej do ulicy Zielińskiej oraz drugi, dobudowany prowadzący od rozwidlenia z ulicą Łukasza Górnickiego do skrzyżowania z ulicą Siewną i ul. Józefa Mackiewicza.
Podczas budowy sieci torowiska Krakowskiego Szybkiego Tramwaju, prowadzącej od Krowodrzy Górki do Górki Narodowej ulica została połączona w jedną całość, tak aby można było wybudować w jej ciągu torowisko tramwajowe. Budowa połączenia rozpoczęła się w lipcu 2020 roku, wraz z budową torowiska tramwajowego, a zakończyła się 3 lata później – we wrześniu. Uroczyste otwarcie ulicy miało miejsce 4 września 2023 roku.

## Infrastruktura
Ulica Henryka Pachońskiego w większości ma dwa pasy ruchu, a w niektórych fragmentach jest rozszerzana do trzech pasów ruchu. Przy ulicy znajdują się: osiedle Prądnik Biały Zachód oraz osiedle Prądnik Biały Wschód. Ulicą biegnie torowisko Krakowskiego Szybkiego Tramwaju prowadzące z Krowodrzy Górki do Górki Narodowej.

## Galeria

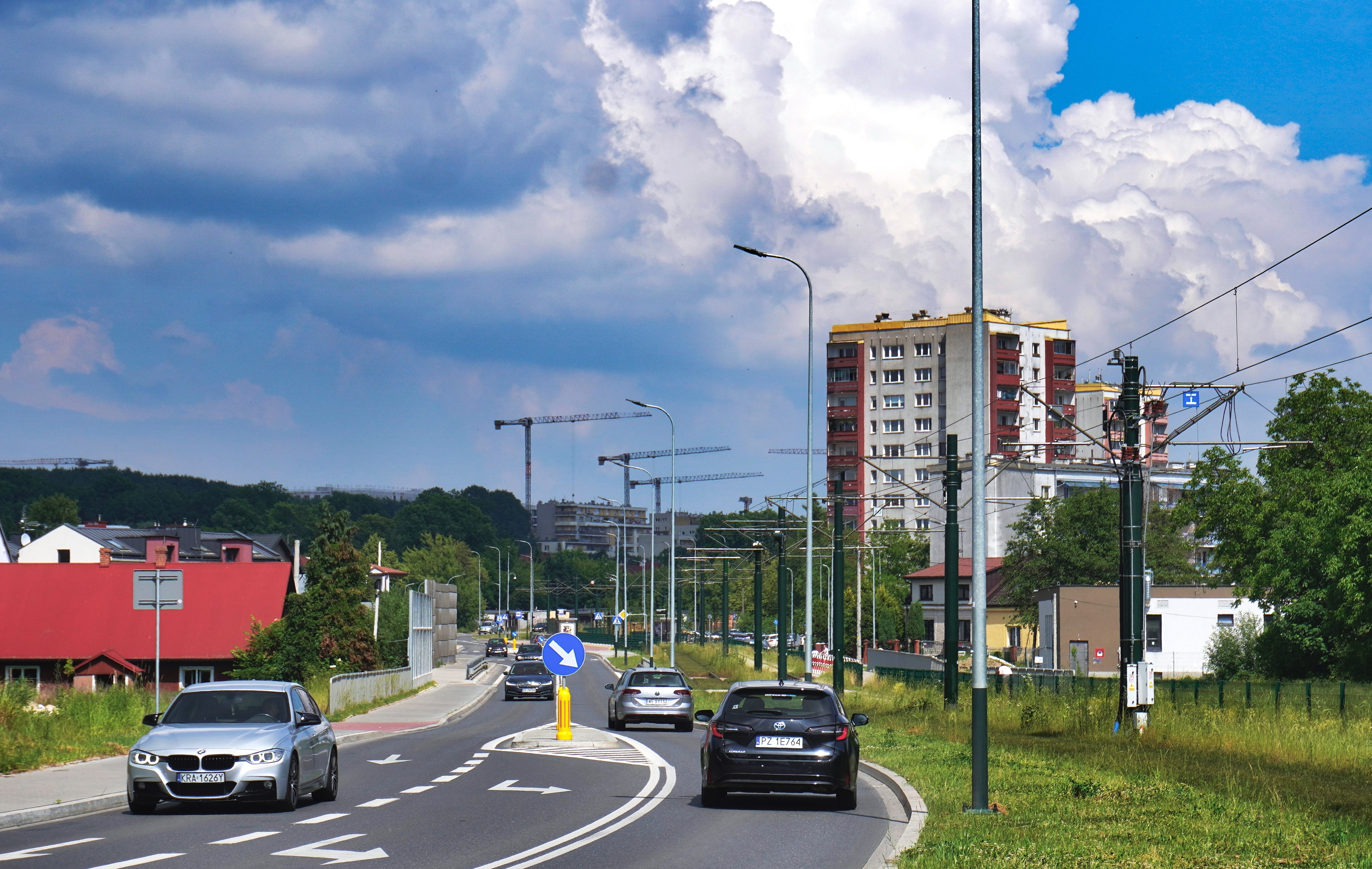
Widok od skrzyżowania z ul. Pleszowską na wschód
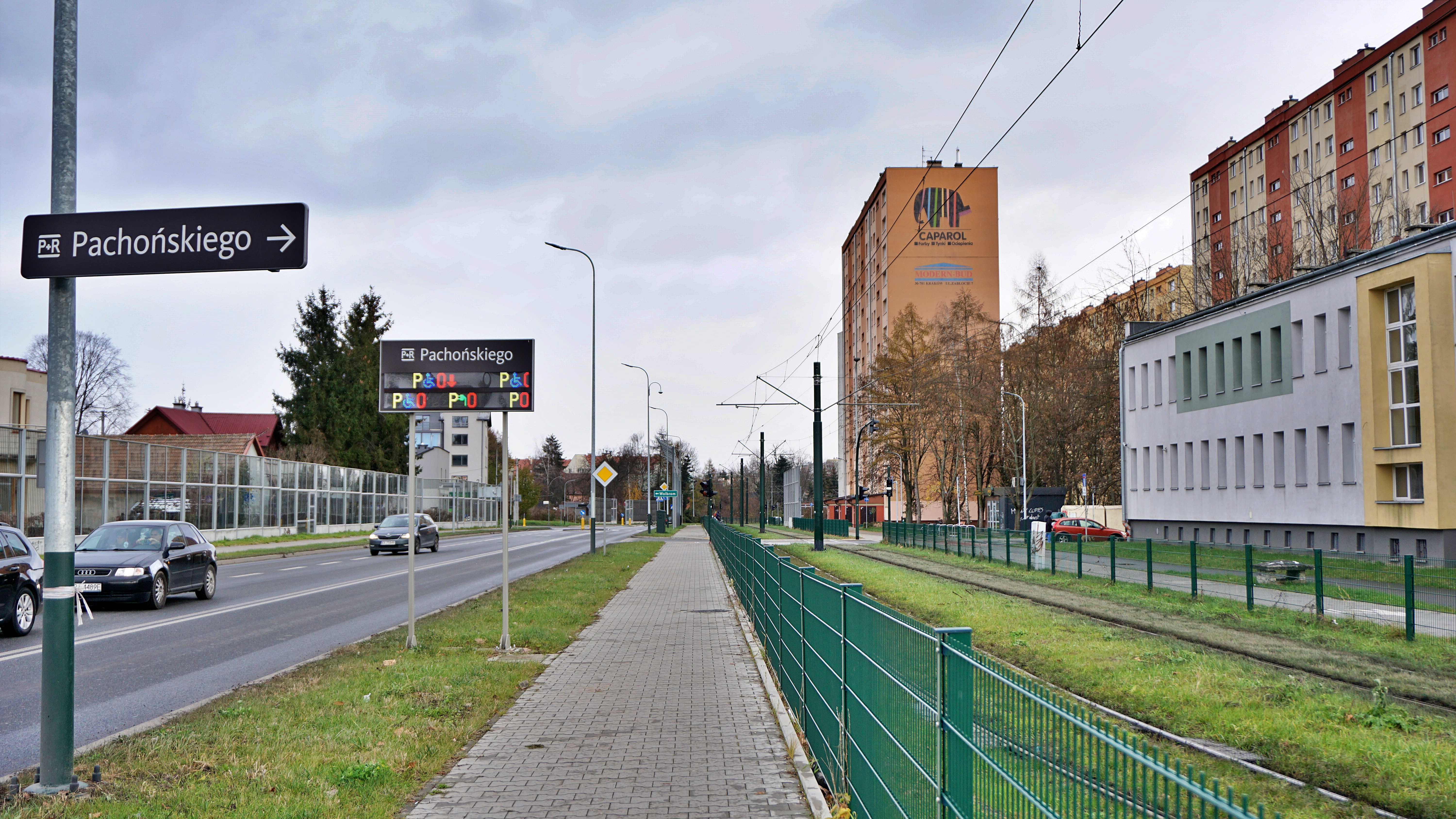
Widok na wschód od skrzyżowania z ul. gen. S. Sosabowskiego
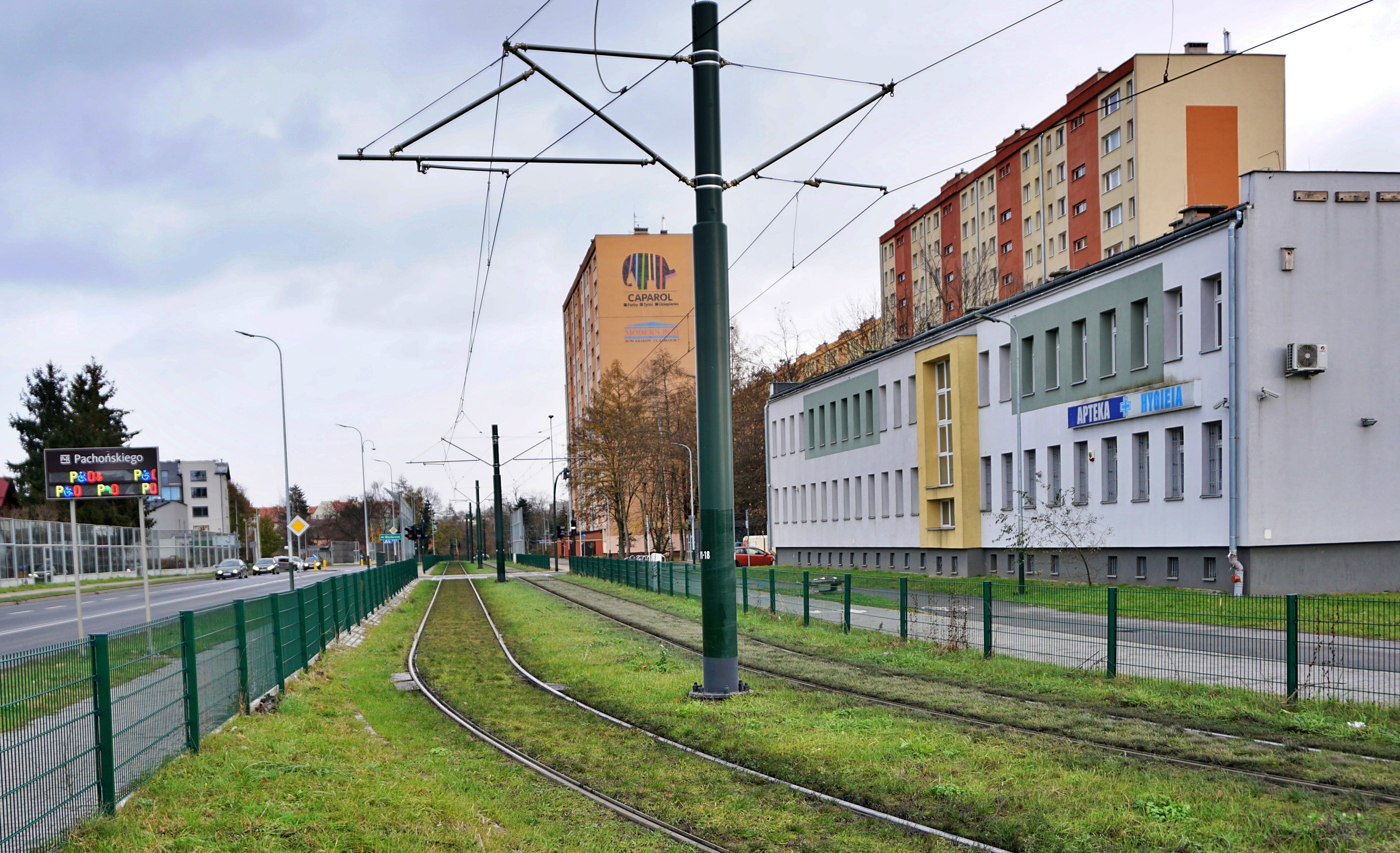
Torowisko tramwajowe (otwarte w 2023)
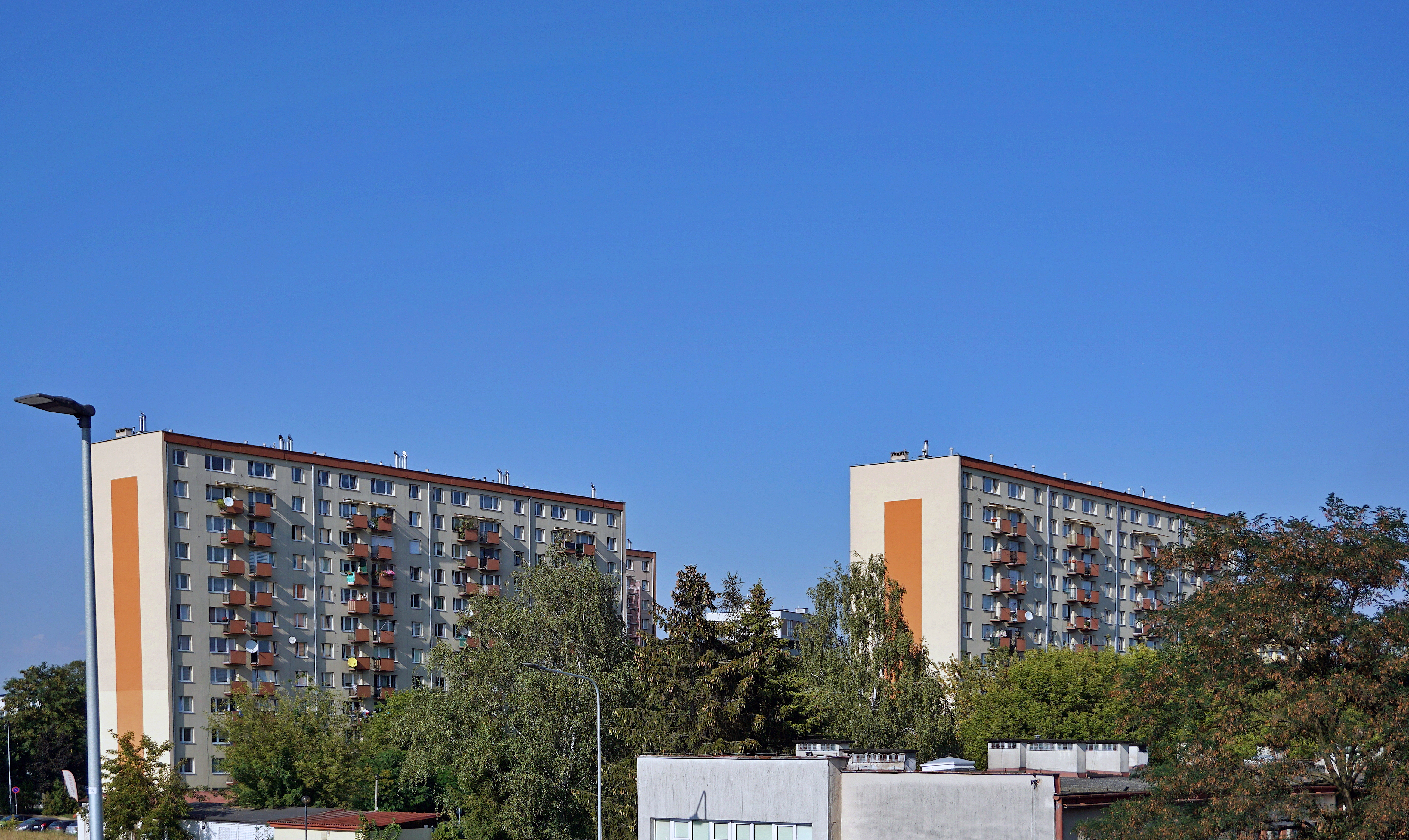
Bloki Osiedla Prądnik Biały Zachód znajdujące się przy ulicy